# Redenção (Pará)
Redenção é um município brasileiro do estado do Pará. A população total, segundo o IBGE, em 2024, é de 91.947 habitantes e a área total é de 3 823,787 km².

## História
Fundada em 1972, em plena Ditadura Militar, teve como fundadores Adhemar Guimarães, Luis Vargas Dumont e Waltercio Sacramento Villas Boas, sendo este último chamado por Luis Vargas para elaborar o plano diretor da cidade, uma vez que já possuía experiência como um dos fundadores da Colônia Agrícola de Bernardo Sayão. Foi emancipada através de lei estadual assinada em 13 de maio de 1982, pelo então governador Alacid Nunes.
Seu primeiro prefeito foi Arcelide Veronese. Tendo na primeira legislatura 9 vereadores, sendo eles: do PMDB, Roberto de Castro Amorim (primeiro presidente da Câmara), João Tomé de Sousa, Jonas Martins dos Santos, Natalício Alves Maciel, e Antônio Lima; do PDS, Pedro Alcântara de Sousa, Olimpio Luis de Farias, Pedro Carneiro de Souza e Antônio Batista. Este último renunciou ao mandato em favor de Mariosval Dueti Resende Silva.
O município foi desbravado basicamente por mineiros, paranaenses e goianos, há no entanto, povos de quase todos os estados da Federação. Ainda há marcante presença dos índios de várias aldeias Caiapós.

## Geografia
Localiza-se a uma latitude 08º01'43" sul e a uma longitude 50º01'53" oeste, estando a uma altitude de 227 metros. Sua população em 2016 era de aproximadamente 81 mil habitantes.

### Clima
O clima do município é do tipo equatorial. Possui temperatura média anual de 32,35 °C, apresentando temperaturas máximas em torno de 39,00 °C e mínima de 24,00 °C. A umidade relativa do ar é de aproximadamente 60%. O período chuvoso ocorre, notadamente, de dezembro a março, e o mais seco de maio a novembro, estando o índice pluviométrico anual em torno de 2.000 mm.

### Vegetação
A vegetação do Município apresenta manchas de Cerrado e Cerradão. Grandes áreas de vegetação tem sido desmatadas anualmente, para a prática da agropecuária.

### Topografia
O município de Redenção apresenta altitudes médias variando entre 160 m e 730 m.

### Hidrografia
A hidrografia do município de Redenção é representada por três rios principais, os quais nascem na da Serra dos Gradaús. São eles: Salobro, ao norte do Município e limite natural com o município de Rio Maria; o rio Pau d'Arco, que constitui o rio mais importante do Município, e que também recebe o Ribeirão Pau d'Arquinho, bastante utilizado pela população para lazer; ao sul do Município, está o rio Arraias, que faz limite natural entre os municípios de Redenção e Santa Maria das Barreiras.

## Economia
A economia do município é baseada na pecuária de corte que fornece gado para vários frigoríficos, inclusive a JBS. A cultura da soja também está presente e que foi incluída recentemente e vem atraindo muitos investidores de diversas regiões do Brasil por ter em seu clima um grande atrativo que colabora muito no cultivo do grão.
O comércio também é muito forte na cidade, que recebe pessoas de várias cidades menores e ajuda na geração de empregos.

## Cultura e lazer
Quadrilhas juninas e eventos agropecuários como a Expo Polo Carajás realizada anualmente são os elementos característicos do município.
Em Redenção emigrantes gaúchos, paranaenses, cearenses, goianos, mineiros e maranhenses estão por toda a parte da cidade, trazendo consigo os traços culturais dos seus estados de origem.

## Infraestrutura

### Educação
O município dispõe de duas unidades de ensino superior públicas, sendo a principal a da Universidade do Estado do Pará e o Instituto Federal do Pará.

### Transportes
As principais rodovias que cortam o município são a federal BR-158, e a estadual PA-287. A primeira a liga à Marabá e à Belém, bem como ao estado do Mato Grosso, e; a segunda a liga a Cumaru do Norte e a Conceição do Araguaia, que por fim dá acesso ao estado do Tocantins.
Redenção dispõe ainda de um aeródromo mantido pela prefeitura, o Aeroporto de Redenção.

### Órgãos federais e estaduais
Redenção possui unidades de vários órgãos federais, como Receita Federal, Polícia Federal, Justiça Federal, Ministério Público Federal, Justiça do Trabalho e Justiça Eleitoral. Ademais, possui inúmeros órgãos estaduais, que fazem com que Redenção seja adjetivada de cidade-polo.

## Esportes
A mais popular prática esportiva em Redenção é o futebol, tanto que há até mesmo uma equipe profissional do município que disputa campeonatos estaduais e regionais, o Redenção Esporte Clube.